# Matilda Voss Gustavsson
Hanna Matilda Voss Gustavsson, född 18 februari 1987, är en svensk kulturjournalist och författare.

## Biografi
Matilda Voss Gustavsson har studerat journalistik vid Skurups folkhögskola och litteraturvetenskap vid Lunds universitet. Under universitetstiden skrev hon i studenttidningen Lundagård.
Gustavsson arbetar som reporter och krönikör på Dagens Nyheter och har bland annat av Publicistklubben uppmärksammats för sina porträtt av kända svenskar, bland andra Kristina Lugn, Jonas Gardell och Johar Bendjelloul. År 2016 tilldelades hon Publicistklubbens pris Guldpennan med motiveringen: ”För att hon med språk och skärpa kommer under huden på både den hon porträtterar och sin tid.”
År 2015 publicerades hennes självbiografiska novell "Den här tidens lidanden" i Bonniers litterära magasin Granta. Texten handlar om ett mirakel i en kristen miljö, och novellen valdes ut för att  översättas och publiceras i den engelska utgåvan av magasinet.
I november 2017 publicerade Gustavsson, i samband med #metoo-uppropet, ett reportage och flera uppföljande artiklar i Dagens Nyheter om den så kallade kulturprofilen med koppling till Svenska Akademien. Kulturprofilens kränkningar av kvinnor hade i kulturkretsar varit kända i decennier, men först med Matilda Gustavssons texter bröts den tystnadskultur som omgärdat detta. För den granskningen tilldelades Gustavsson Stora journalistpriset 2018 i kategorin Årets avslöjande.
I november 2019 kom Gustavsson ut med sin bok Klubben, som väckte stor uppmärksamhet och beskrevs som "ett av de bästa exemplen på litterär journalistik som har utkommit i Sverige". Där fördjupar hon sin undersökning av makten i kulturvärlden och den tystnadskultur som rådde. Hon skriver om tiden kring publiceringen av Jean-Claude Arnaults, kallad "kulturprofilen", kränkningar av kvinnor, efterspelet där han dömdes för våldtäkt och om motsättningarna inom Svenska Akademien. Klubben har översatts till elva språk och nominerades år 2021 till Ryszard Kapuściński-priset för litterära reportage.

## Utmärkelser
- 2016 – Publicistklubbens pris Guldpennan, med motiveringen "För att hon med språk och skärpa kommer under huden på både den hon porträtterar och sin tid".[4]
- 2016 – Sigtunastiftelsens författarstipendium
- 2018 – Sveriges Tidskrifters pris Årets journalist,[13] med motiveringen "Hon skapar ny förståelse kring ofta intervjuade människor – men kanske framför allt om det samhälle vi lever i”[14]
- 2018 – Stora journalistpriset i kategorin Årets avslöjande[9]
- 2019 – Svenska Bokhandelsmedhjälpareföreningens pris[15]
- 2019 – Expressens Björn Nilsson-pris för god kulturjournalistik[16]